# Robert Saxton Taylor
Robert Saxton Taylor   (15 de juny de 1918 - 1 de gener de 2009) va ser un influent investigador de biblioteques i científic de la informació que va exercir com a Degà de l'Escola d'Estudis de la Informació de la Universitat de Syracuse de 1972 a 1981. Les seves investigacions i publicacions van centrar l'atenció en els usuaris de sistemes d'informació i serveis d'informació.

## Biografia
Nascut a Ithaca, Nova York, Taylor va rebre una llicenciatura en història a la Universitat de Cornell abans de ser reclutat a l'exèrcit dels Estats Units el 1942. Servint a Alemanya, es va convertir en membre del Cos de Contraintel·ligència de l'Exèrcit. Com a oficial de contraintel·ligència que buscava informants contra els comunistes francesos i soviètics i els antics nazis, va reclutar l'antic oficial de la Gestapo Klaus Barbie, el "carnisser de Lió", més tard va dir que no havia estat al corrent de les activitats de Barbie durant la guerra en aquell moment, el va reclutar.
Taylor va reconèixer el nom de Barbie, ja que Barbie havia estat l'únic oficial de les Waffen-SS que havia escapat de l'arrest en una recent reunió d'individus buscats per interrogar-los. Taylor va dir que Barbie el va impressionar com "un home honest, tant intel·lectualment com personalment, absolutament sense por. És fortament anticomunista i un idealista nazi que creu que ell i les seves creences van ser traïts pels nazis al poder". Quan la seu del Cos de Contraintel·ligència es va assabentar que Barbie estava sent utilitzada com a informadora i va ordenar la seva detenció, Taylor va respondre per demanar que se li permetés romandre en llibertat: "el seu valor com a informant supera infinitament qualsevol ús que pugui tenir a la presó".
Taylor va tornar als Estats Units el 1947, després va obtenir un màster en biblioteconomia a la Universitat de Colúmbia (1950). Taylor va ser nomenat professor Fulbright el 1956; va continuar treballant com a bibliotecari, professor i director de ciències de la informació a la Universitat de Lehigh (1956-1967), posteriorment, professor i director del Library Center a Hampshire College (1967-1972), es va incorporar a la facultat de la Universitat de Syracuse de 1972 a 1983, exercint de degà entre 1972 i 1981.
A l'edat de noranta anys, després d'una llarga malaltia, va morir l'1 de gener de 2009 a la Casa Francis de Syracuse. Els seus documents s'han dipositat a la Divisió de Col·leccions Especials de la Biblioteca de la Universitat de Syracuse.

## Contribucions i reconeixement
L'any 1963, Taylor va argumentar que les ciències conductistes proporcionen enfocament fonamental a la ciència de la informació, així com a la lògica i les matemàtiques, la lingüística i l'anàlisi de sistemes. Taylor va suggerir trencar aquests enfocaments de la ciència de la informació en ciències de la informació i enginyeria de la tecnologia de la informació. L'enginyeria de la tecnologia de la informació s'aplicaria a qualsevol discussió sobre el desenvolupament, disseny o operació de sistemes d'informació, serveis d'indexació i abstracció, serveis d'informació, etc.
Taylor va formar part del Consell Executiu de la Societat Americana de Ciències de la Informació (ara ASIST) durant el període de 1959–61, i va ser elegit president el 1968. Darrerament, l'any 1972, Taylor va rebre els ASIS que atorguen el premi Llibre de Ciència de la Informació, i l'any 1992 va rebre el premi de l'organització de Mèrit.
A Syracuse, Taylor va fundar el primer màster en gestió de la informació del país el 1980. El 1986 Taylor va publicar Value-Added Processes in Information Systems (Norwood, NJ: Ablex Publishing), on presenta els seus importants criteris d'usuari i marc de valor afegit, descrivint sis categories de serveis de valor afegit de biblioteca i sistemes d'informació: facilitat d'ús; reducció de soroll; qualitat; adaptabilitat; estalvis de temps; estalvis de cost.

## Publicacions
- “Question-Negotiation and Information Seeking in Libraries,” College & Research Libraries (May 1968)[9]
- “Value-Added Processes in the Information Life Cycle,” Journal of the American Society for Information Science (September 1982)[10]